# Jeroen Spijker
Jeroen Spijker (Amstelveen, 16 juni 1967) is een Nederlands beeldhouwer. Spijker is woonachtig en werkzaam te Leiden.

## Ontwikkeling
Spijker was al tijdens zijn middelbareschooltijd gefascineerd door kunstenaars als Henri Toulouse - Lautrec Monfa, August Rodin, Manzu en Matisse. Hij studeerde in de jaren tachtig en negentig kunstgeschiedenis, filmgeschiedenis en theaterwetenschappen (vrije keuzeruimte), filosofie en Italiaans aan de Rijksuniversiteit Leiden waar hij een master behaalde in de kunstgeschiedenis. 
In zijn studententijd maakte hij studiereizen naar Italië en ontstonden de eerste bronzen beelden. In deze periode werden contacten gelegd met beeldhouwers en After Nature kunstenaars in Leiden.
Sinds 2001 werkt Spijker aan een serie bronzen portretbusten van Nederlandse iconen, als document van de Delta beschaving. Vanaf 12 september 2014 is hij 'Beeldhouwer des Vaderlands'. Spijker is als Universitair docent beeldhouwkunst verbonden aan het Amerikaanse Webster University.
In 2005 richt hij samen met kunstschilder Gijs Donker de Exotic Aesthetic Movement op. Binnen deze beweging wordt de schoonheid van de intercontinentale genetische vermenging als onderwerp centraal gesteld. Het wordt als artistiek document van ons tijdsgewricht vastgelegd voor de toekomst.

## Werk
Spijkers stijl is figuratief - impressionistisch te noemen. Veel aandacht gaat uit naar een combinatie van gelijkendheid en psychologie van de uitgebeelde personen. De portretbuste, waarin Spijker de psychologie van de uitgebeelde persoon tracht te vangen is een geliefd onderwerp. Naast beeldhouwwerken  ontstaan ook schilderijen (abstract en figuratief).
Spijker maakte voor de Statenzaal van de provincie Gelderland het eerste bronzen borstbeeld van koning Willem-Alexander. Hij vervaardigde ook borstbeelden van onder anderen prins Bernhard, Simon Vinkenoog, Marten Toonder, Pim Fortuyn, Ramses Shaffy, Jan Steen, Arthur Rimbaud, baron Charles de Montesquieu,  Janáček  en Gerrit Komrij.
Naast beelden ontstaan vanaf 2012 ook bewerkte foto's. Hierin staat conservatie van tijd en mens centraal.  In 2014 ontstaat een serie foto's in Marokko tijdens een kunstenaarsreis met kunstschilder Gijs Donker en schrijver Victor Laurentius.

### Openbare collecties waarin werk is opgenomen
- Stadsschouwburg Amsterdam
- Universiteit Leiden
- De Nederlandsche Bank (collectie voormalig Geldmuseum)
- Universiteit Tilburg
- Openbare Bibliotheek Amsterdam
- Rijksmuseum van Oudheden Leiden
- Letterkundig Museum Den Haag
- Vaticaans Museum, Rome
- Museo Archeologica, Florence
- Singer Laren
- Gemeente Teijlingen

### Museale Exposities
- Rijksmuseum van oudheden, Leiden
- Katwijksmuseum
- Letterkundig Museum Den Haag
- Nederlands Stripmuseum Groningen

## Activisme
Bij de gemeenteraadsverkiezingen van 2022 in Leiden was Spijker lijstduwer voor Partij Sleutelstad.